# Katchi-Kalon
Le Katchi-Kalon est un ancien bâtiment religieux en Crimée bâti au Ve ou VIIe siècle. Au pied du Katchi-Kalon coule la rivière Katcha. Il se trouve dans le raïon de Bakhtchyssaraï. Il est à l'abandon.
Selon E. V. Beirman se trouvaient là, dès le Ve siècle des traces d'habitat. Il y a dans ce roc deux cent cinquante cavités, certaines sont de la main humaine. Les bâtiments d'habitation se regroupent dans cinq grottes principales. Parmi les traces d'habitation se trouvent des escaliers, des cultures ainsi que des croix sculptées et des inscriptions en grec. En 1778, les chrétiens orthodoxes fuient l'oppression tatare et Ignace Kozadinos alors Métropolite de Gothie et de Kafa incite la congrégation à fuir vers la région d'Azov où ils s'installèrent à Marioupol.
En 1850 il est refondé et dépend du monastère troglodyte de Bakhtchyssaraï, le 13 août 1850 l'archevêque Innocent consacre l'église Sainte-Anastasie.
Le 20 juin 1932, le pouvoir soviétique liquide les biens de la communauté et détruit les bâtiments de la ferme et ceux des moines.

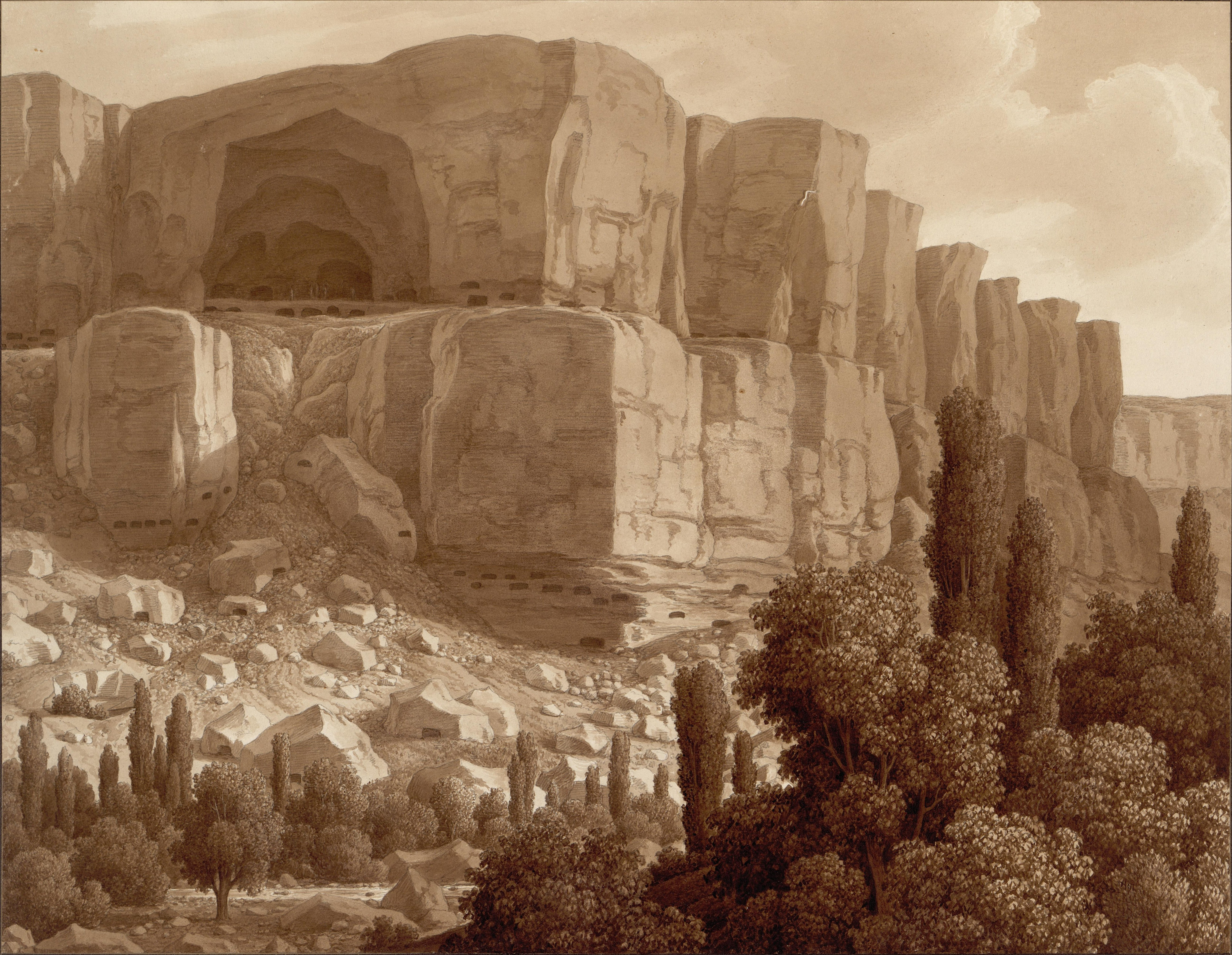
Sur une gravure de Karl von Kügelgen, 1824.
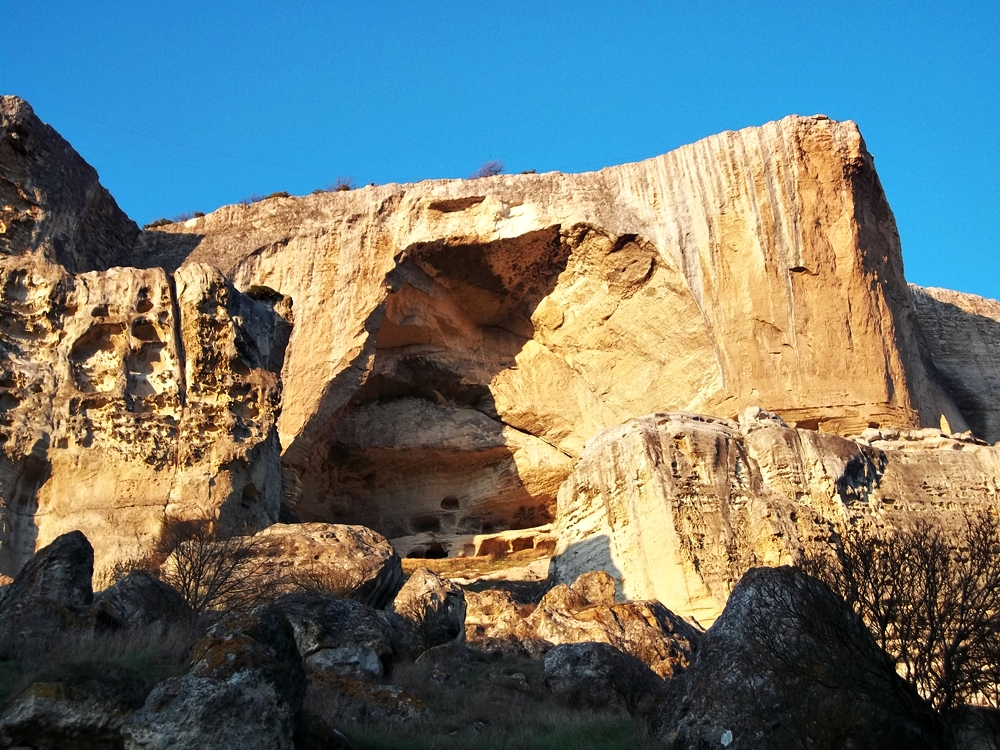
L'ensemble du site.
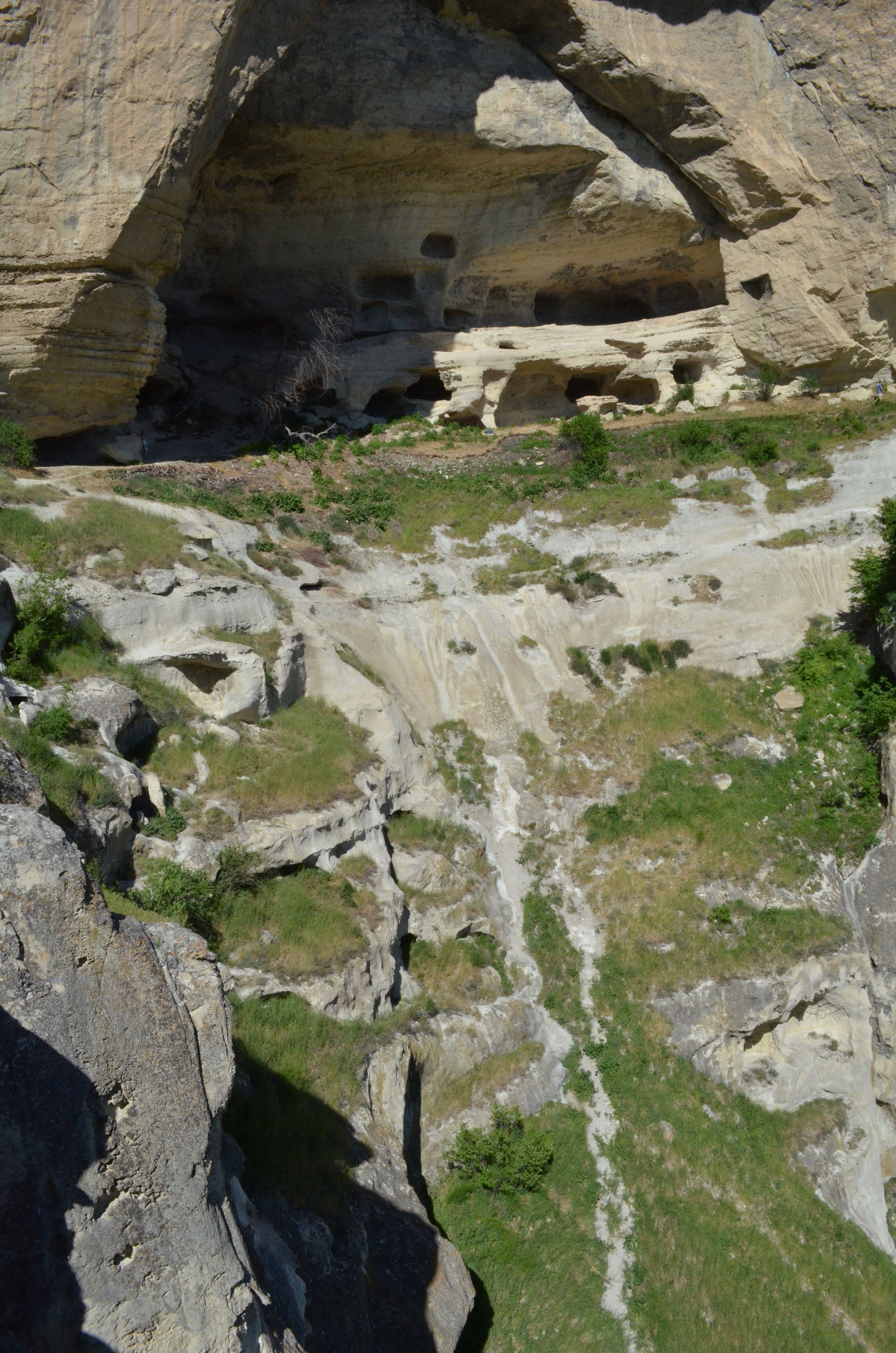
Source.
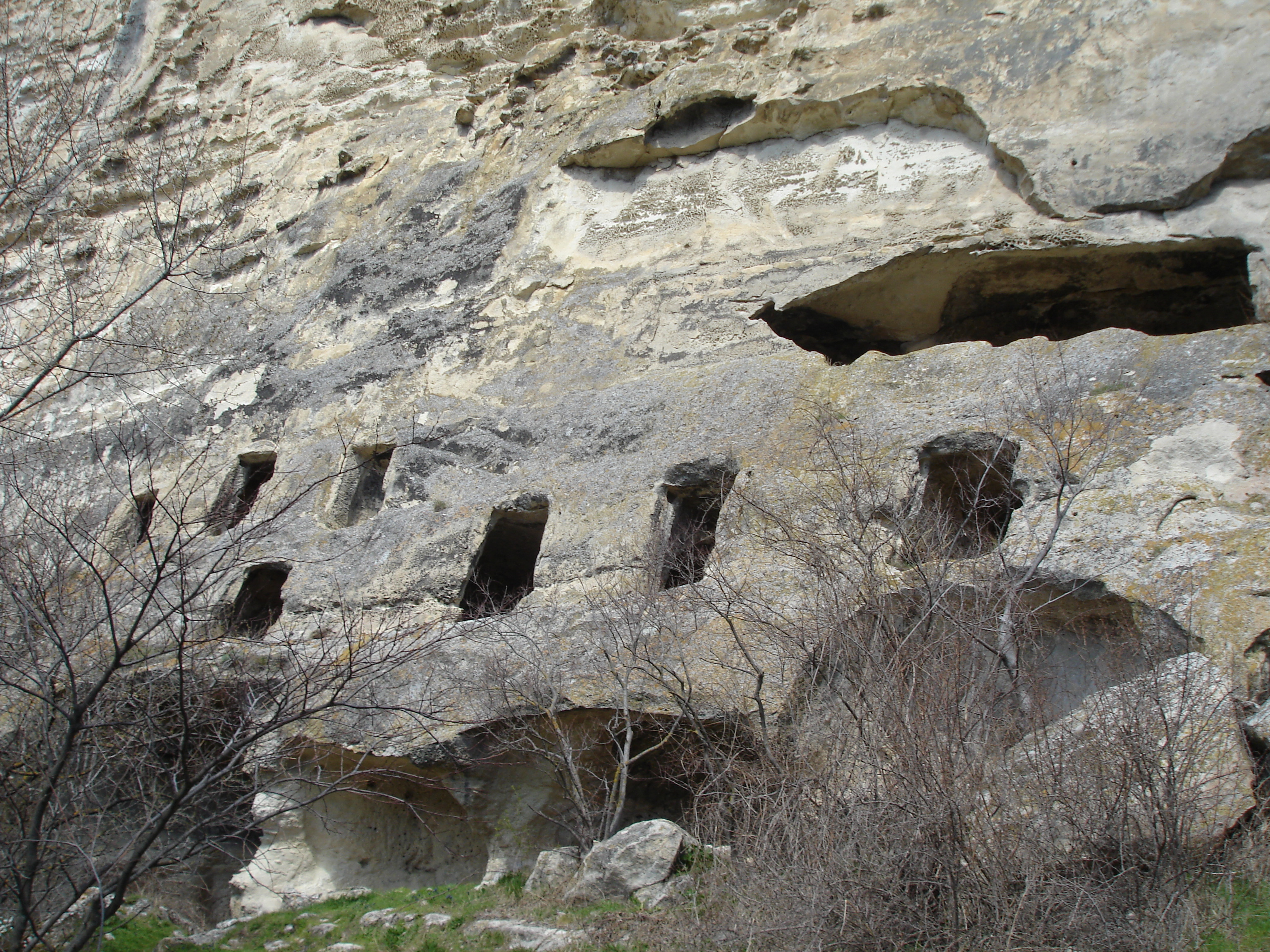
Cellules.
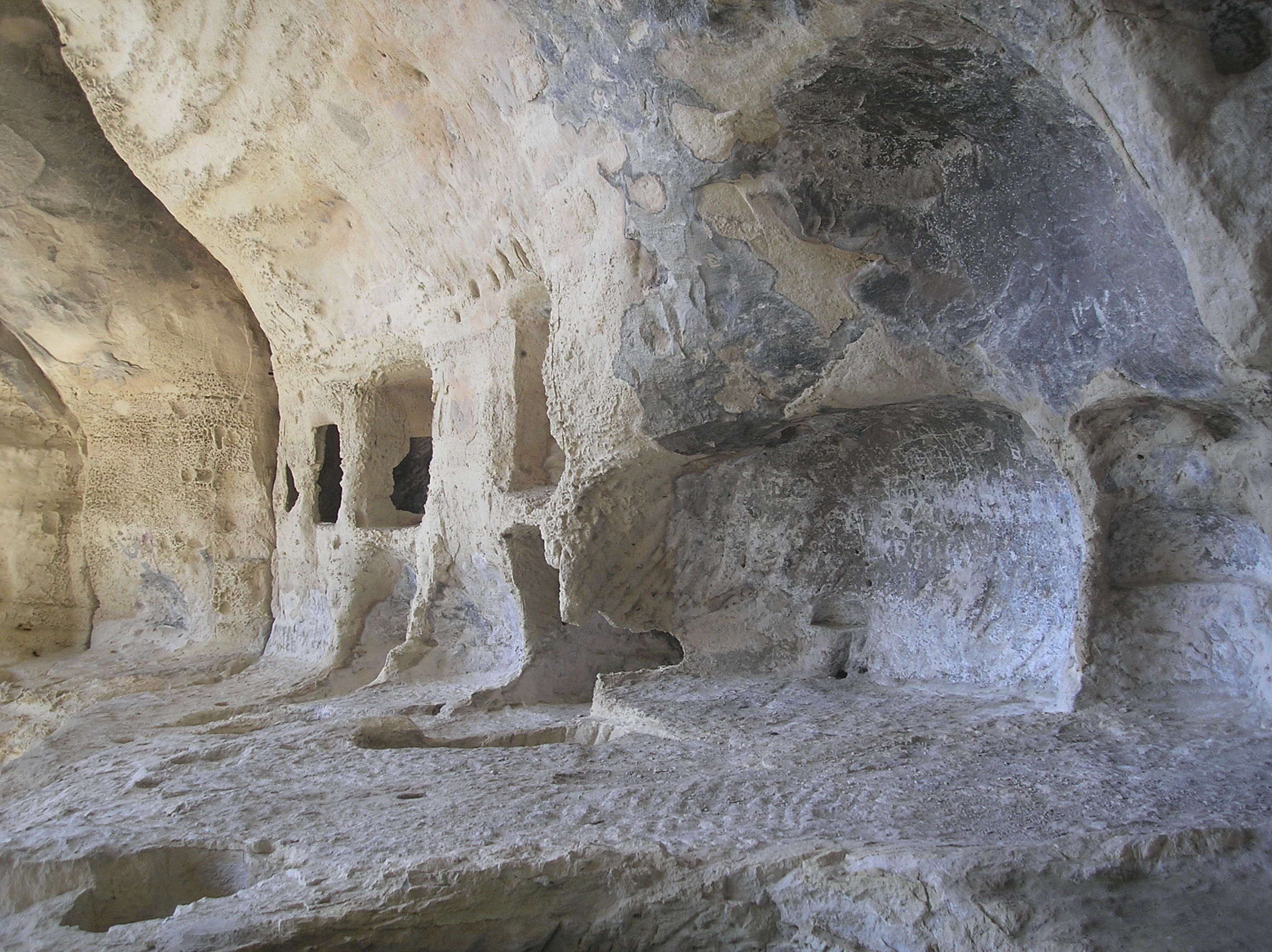
Intérieur.
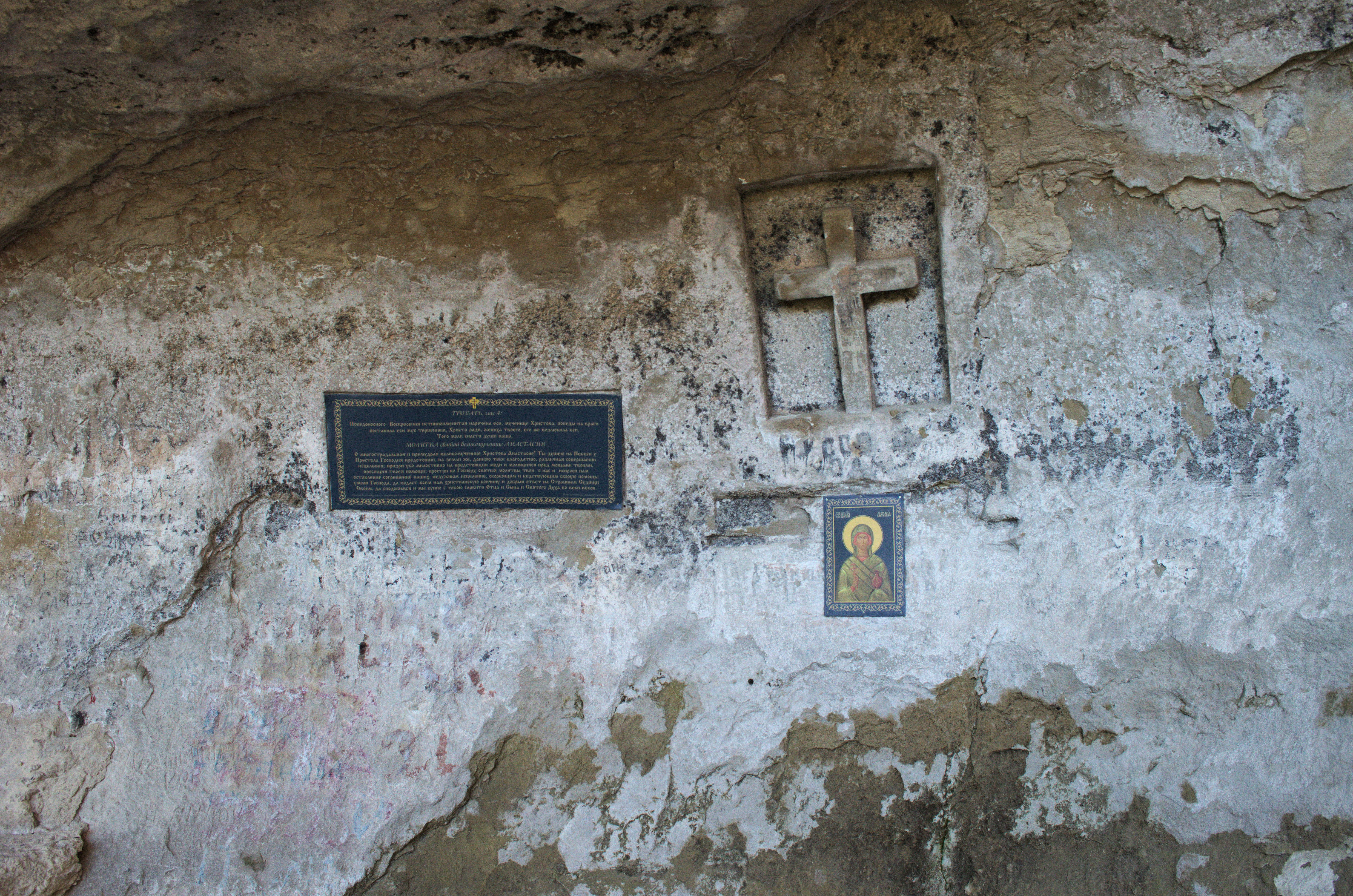
Dédicace.